# Мідянка звичайна
Мідя́нка звичайна (Coronella austriaca) — вид змій родини полозових (Colubridae). Один із 2-х видів роду, єдиний представник роду у фауні України. Поширений переважно в помірній смузі Європи та Азії (до Західного Казахстану). Раритетний вид, занесений до Червоної книги України та ряду інших природоохоронних документів. Умовно отруйна змія (реальної небезпеки для людини не становить). 

## Опис

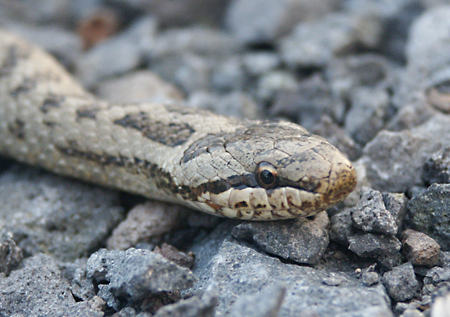

Змія середнього розміру, з сильним, щільним та валькуватим тілом. Загальна довжина тіла (L. + L.cd., де L. — довжина тіла від кінчика морди до клоаки, а L.cd. — довжина від кінчика хвоста до клоаки) може складати до 90 см (Кавказ), в Україні зазвичай не перевищує 60—75 см. Хвіст відносно короткий: співвідношення  L./L.cd. складає 4,0—6,5. Голова досить коротка, помітно сплощена і відносно слабо відмежована від шиї. Зіниця ока кругла. Ніздря розташована між двома носовими щитками. Верхньощелепні зуби, у кількості 12—20, поступово збільшуються за напрямком у глибину пащі, причому 2 останніх зуба не відділені від інших проміжком; всі зуби без борозенок (не спеціалізовані для введення отрути). Маса тіла особин з України до 180 г.. 
Каріотип: 2n = 36, метацентричних 10, акроцентричних 26,  N.F. 46.

### Лускатий покрив
Тіло вкрите відносно гладенькою лускою. На лусках по дві апікальні ямки. Черевні щитки утворюють на боках черева добре помітні ребра. Навколо середини тулуба (Sq.) 19 лусок. Черевних щитків (Ventr.) налічується 150—200 (у самців 150—182, у самиць 170—200), підхвостових (Scd.) — 40—70 пар. Анальний щиток розділений (А. 1/1, рідко 1/1/1). 
Голова вкрита парними і непарними щитками. Ширина міжщелепного щитка дорівнює його висоті, він кутом сильно вдається між міжносовими щитками, причому його довжина зверху рівняється або трохи більша за довжину шва, що з'єднує міжносові щитки. Передорбітальний щиток 1, дуже рідко 2; він далеко не доходить до лобного щитка і майже не видається на верхню поверхню голови. Підорбітальний щиток звичайно відсутній, або дуже дрібний. Заорбітальних щитків 2. Верхньогубних щитків 7, дуже рідко 8; з них 3-й і 4-й або 4-й і 5-й торкаються ока.

### Забарвлення

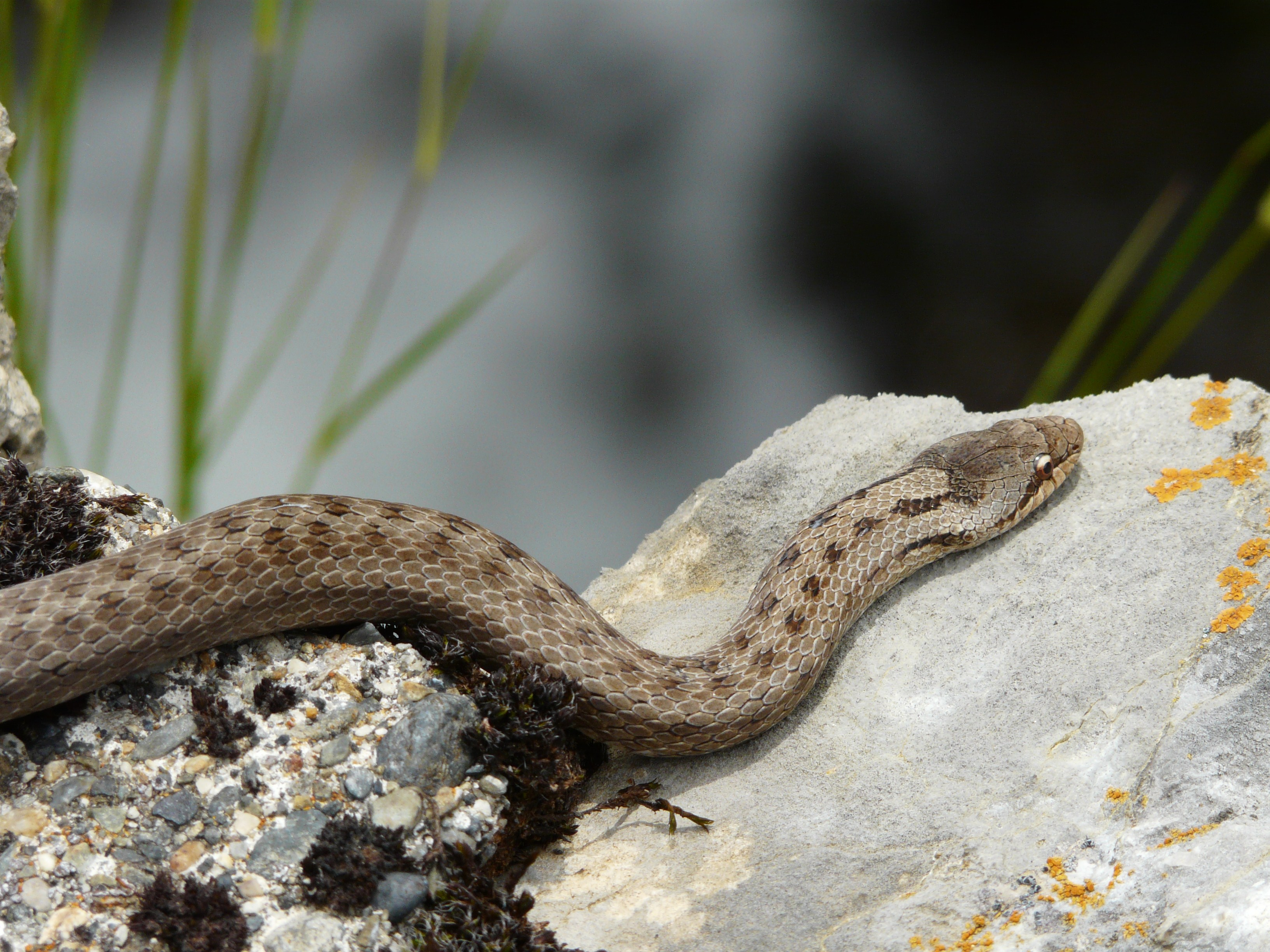

Забарвлення спинної сторони тіла широко варіює від сірого, сірувато-бурого і коричнево-сірого до жовто-бурого, червоно-бурого та мідно-червоного кольору — звідси українська назва "мідянка". Зрідка трапляються чорні особини (меланісти). У самців переважають червонуваті відтінки, у самок — буруваті. Візерунок тіла доволі мінливий, зазвичай він складається з 2—4 рядів плям, що розташовуються уздовж спини (вони можуть бути не чіткі). На шиї наявні 2 бурі смуги або плями, що зливаються на потилиці. Голова зверху темна одноколірна або з доволі характерним малюнком у вигляді вирізаної біля очей дуги з ламаною лінією. Від ніздрі через око до кута рота або навіть на боки шиї проходить темна смуга – за цією ознакою мідянку можна легко відрізнити від багатьох видів змій Північної Євразії. Райдужка ока звичайно помаранчева, нерідко червона. Черевна частина тіла може бути забарвлена в сіруваті, білуваті, жовтуваті, червонуваті відтінки з темними плямами та крапками або без них, іноді майже чорна; у самців переважають жовтувато-червонуваті кольори.
У молодих мідянок темні плями на спинній стороні тіла виражені яскравіше і звичайно на світлішому, ніж у дорослих особин, фоні. Іноді плями зливаються і тоді нагадують зигзагоподібний візерунок, властивий гадюкам. Черевна частина тіла звичайно червона.

### Визначення в природі
Мідянку дуже часто помилково приймають за гадюку, вважаючи її також дуже небезпечною отруйною змією. Проте від гадюки мідянку легко відрізнити через відсутність зигзагоподібної темної смуги вздовж спини, зовсім гладенькі лусочки на тілі, на яких немає ребристості, за вкритою великими симетричними щитками головою, а також круглою зіницею ока.
Від другого симпатричного виду змій — полоза візерункового  — мідянка, крім гладенької тулубної луски, відрізняється відсутністю складки між черевними щитками і боковою лускою, а також меншим числом луски, розташованій в одному ряду навколо середини тулуба (у мідянки Sq. = 19, у полоза візерункового Sq. = 23—27).

## Поширення

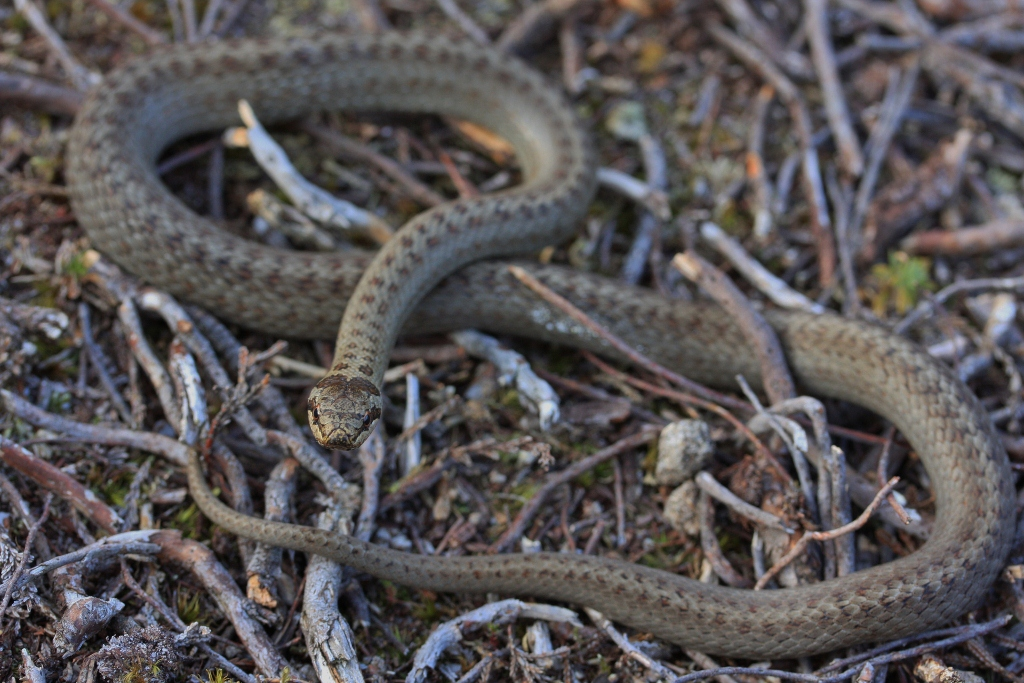
В Англії

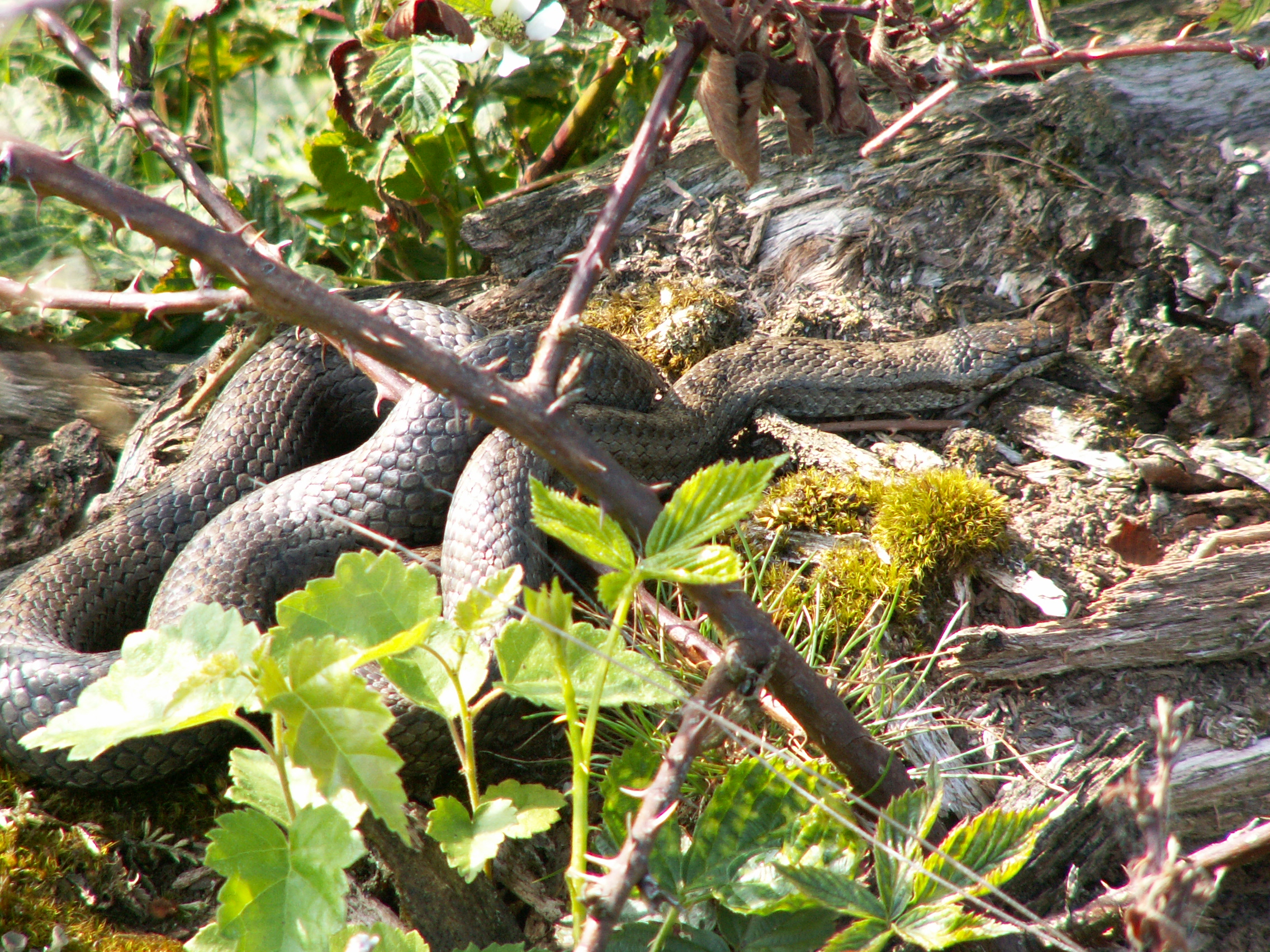
У Нідерландах

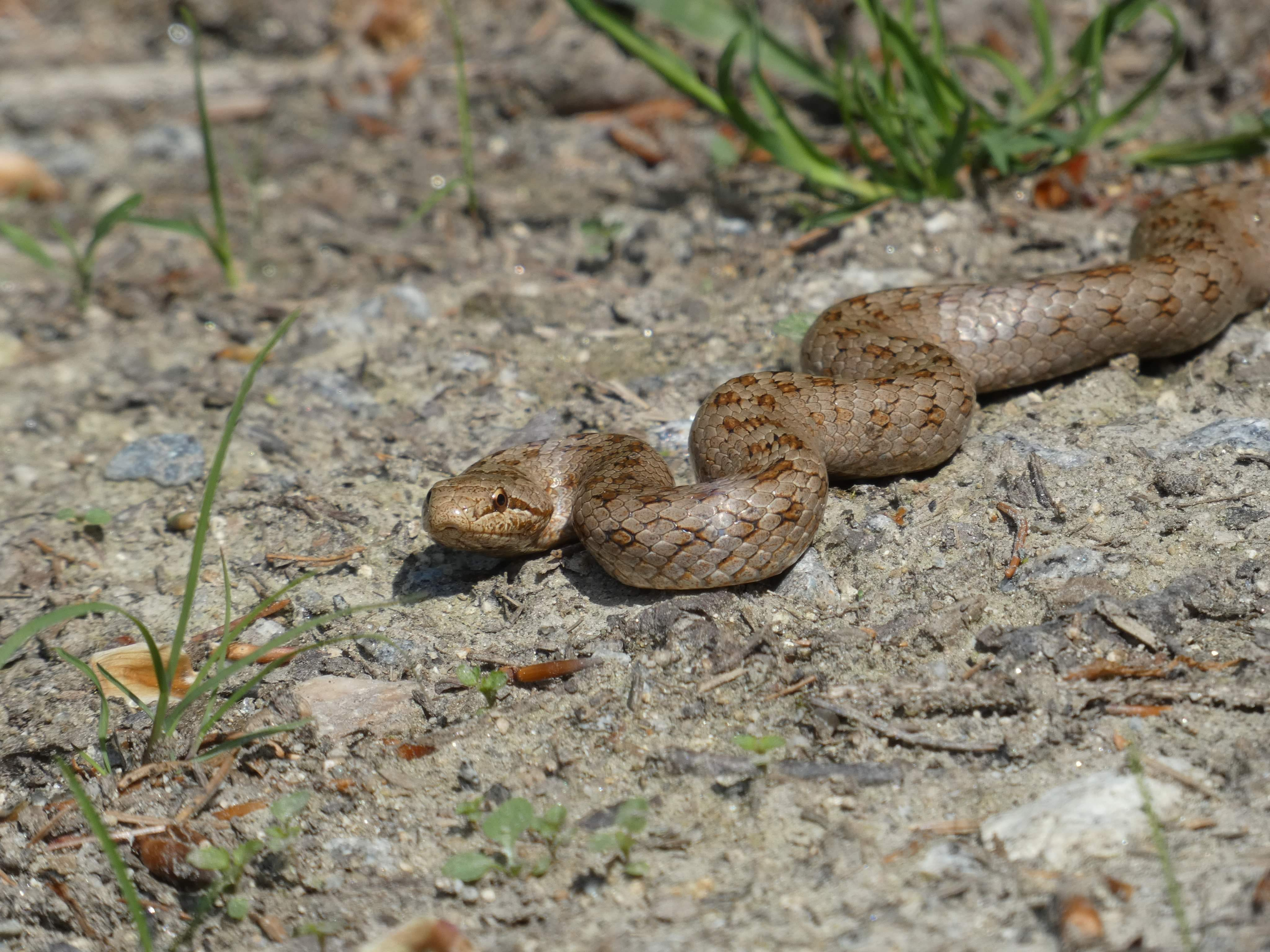
У Німеччині

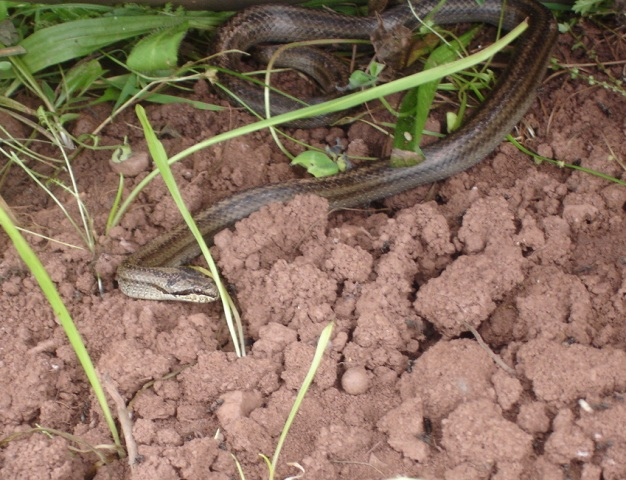
У Боснії

Ареал мідянки звичайної охоплює значну територію Європи (крім південної частини Піренейського півострова, Ірландії, значної частини Британії, північної частини Скандинавського півострова та деяких островів Середземномор'я, зокрема, Криту та Кіпру), частину Західної Азії (північна частина Малої Азії, Кавказ, Північний Іран), південну частину Західного Сибіру та Західний Казахстан.
В Україні поширена у всіх областях, але частіше в західних регіонах, в Карпатах і Криму.

## Місця проживання
Евритопний вид. Мідянки надають перевагу залісеним або сонячним галявинам, лукам і вирубкам в різних типах лісу, уникаючи вологих місць (хоча вони добре плавають). Рідше зустрічається у відкритих ландшафтах степового типу, на сухих лучних і кам'янистих ділянках. На Кавказі проживає, крім того, у кам'янистому гірсько-ксерофітному степу і порослих чагарниками кам'янистих схилах, проникаючи місцями до лучної і субальпійської зони до висоти 3100 м. У Східному Закавказзі зустрічається не нижче 1100—1200 м, в Українських Карпатах — не вище 1400 м н. р. м.. 
В Українському Поліссі трапляється на узліссях і галявинах серед соснових і мішаних лісонасаджень, в Українських Карпатах — переважно на світлих галявинах серед букового лісу, на зарослих лісосіках, кам'янистих гірських схилах із чагарником. Іноді трапляється на околицях населених пунктів, на садових ділянках і виноградниках і навіть у господарських будівлях. У темних ялинових та смерекових лісах відсутня.
У центральних лісостепових а також східно-степових областях України мідянка місцями є досить звичайним видом плазунів і населяє порослі рідколіссям схили балок і пагорбів з добре розвиненим трав'яним покривом. Зустрічається біля ярів, порослих негустими чагарниками та бур'янами, де ховається у тріщинах лесових стін ярів, трапляється в прилеглих садах. В інших степових областях вибирає подібні біотопи. Це найчастіше скелясті й кам'янисті береги річок та балок із чагарниково-степовою рослинністю. В подібних місцях мідянка зустрічається разом із ящіркою зеленою і полозом жовточеревим, як наприклад по берегах річок басейнів Дніпра і Південного Бугу. Ще південніше серед нижньодніпровських пісків — кучугур — мідянка трапляється в невеличких гайках (кілках), розкиданих по міждюнних западинах.
В Гірському Криму трапляється переважно на відкритих ділянках серед лісових, лісостепових та гірсько-лугових ландшафтів до висоти 1200 м н. р. м., на рівнині спорадично поширена в типчаково-полинових та напівпустельних степах.
У Молдавії досить звичайний вид змій, головним чином у Кодрах і лісостепових районах, де зустрічається на узліссях, світлих галявинах і вирубках серед листяних лісів, а також на прилеглих до лісу полях із зерновими культурами і кормовими травами. На іншій території країни малочисельна, а в Бельцькому і Тираспольському степу зовсім не зустрічається.
У Білорусії мідянка населяє різноманітні типи лісів, надаючи перевагу добре прогрітим узліссям, галявинам, рідколіссям і лісосікам. Загальним правилом для всіх біотопів є заростання їх вереском та іншими чагарниками. Не уникає слабо населених трансформованих ландшафтів. У подібних місцевостях зустрічається також у прилеглих районах Нерусо-Деснянського Полісся (Росія). 
Сховищами для мідянок слугують нори гризунів і ящірок, порожнини під камінням, корою повалених стовбурів дерев, тріщини скель.

## Чисельність
Чисельність мідянки зазвичай у всіх частинах ареалу дуже низька — реєструються поодинокі знахідки. В Українських Карпатах чисельність на окремих невеликих ділянках у 70-х роках могла складати кілька десятків особин на 1 км облікового маршруту, але звичайно не перевищувала 1—2 особини на 2—6 км маршруту. У другій половині 1980-х років у гірській частині Буковини реєстрували 0,2—0,5 ос./га, а наприкінці 1990-х — 0,1 ос./га У Присивашші та в долині р. Сіверський Донець чисельність складає до 0,2—1,0 ос. на 1 км маршруту (щільність популяції до 5,0 ос./га). У Криму щільність популяції досить висока до — 3—13 ос./га.
В окремих районах Кавказу у 80-х роках чисельність виду була досить високою і складала 2—5 ос./км. На півночі ареалу малочисельна — за денну екскурсію можна зустріти не більше 1—2 особин
Щільність популяції виду в умовах Дніпропетровської  області оцінюється від 0,01 ос./га у штучних лісових насадженнях до 0,5 ос./га у коротко заплавних дібровах та аренних борах; спостерігається тенденція до неухильного зниження чисельності популяції. У північних районах Донецької області чисельність оцінюється від 0,2 до 1,2 ос. на 1 км маршруту, на іншій території зазвичай реєструються поодинокі екземпляри.

## Сезонна активність

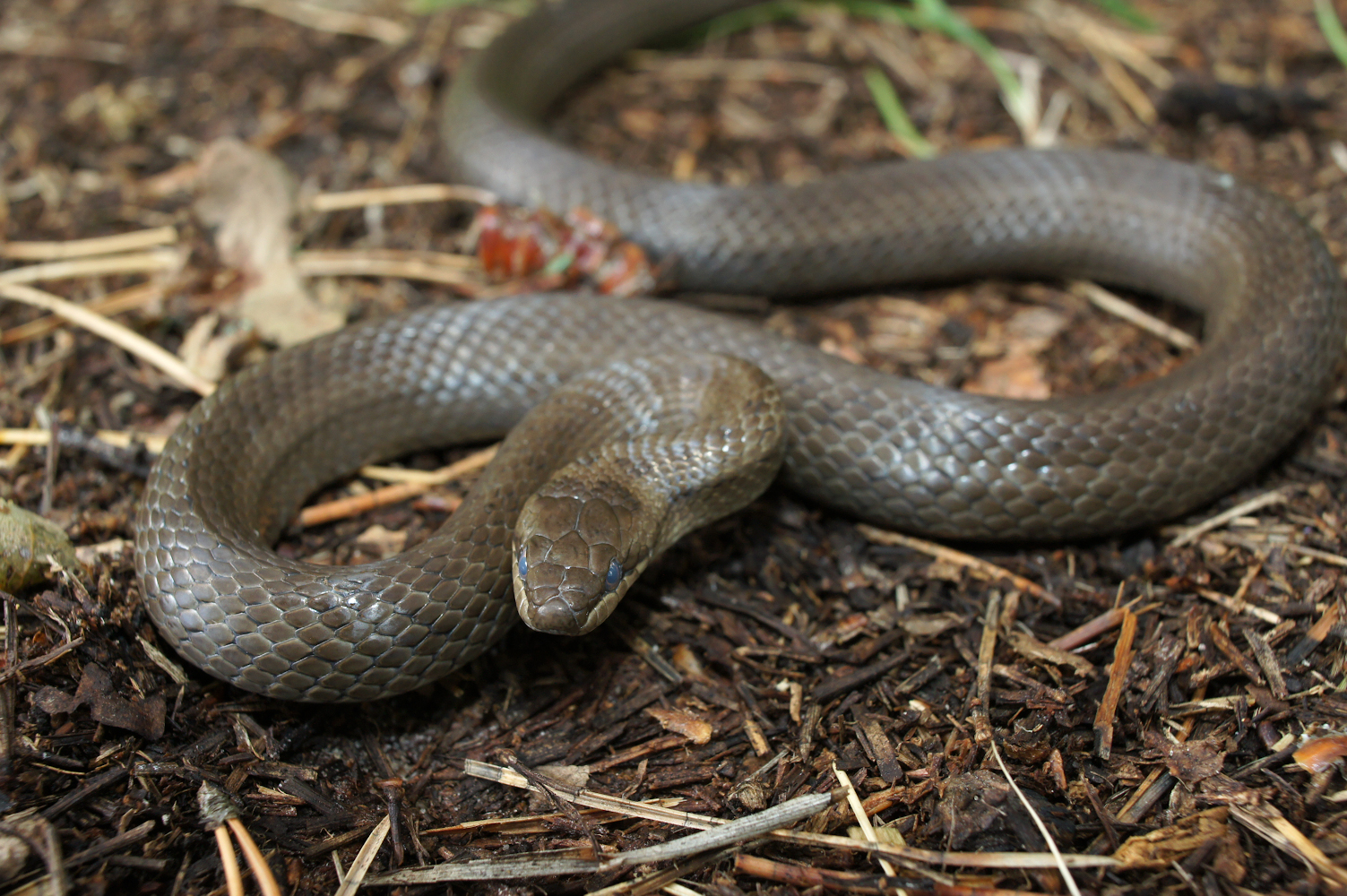
Мідянка у стадії линяння

Період сезонної активності мідянки у різних частинах ареалу і на різних висотах у горах складає від 6 до 7,5 місяців. В основній частині ареалу, у тому числі в Україні, після зимівля з'являється в кінці березня — кінці квітня. Безпосередньо після залишення зимових сховищ, змії деякий час бувають млявими, малорухливими й більшу частину часу проводять, гріючись на сонці. Згодом їх активність підвищується, відбувається перше линяння, а за ним парування, яке припадає на травень.
Активні мідянки переважно вдень (звичайно вранці та надвечір), проте іноді можуть полювати і в сутінках і навіть у місячні ночі. У центральних районах ареалу (Білорусь) активні особини в липні зустрічались від 9.30 до 19.00 годин, у вересні — з 10.00 до 18.00 год. У спеку вони ховаються по різних затишних і затінених місцях, не допускаючи значного перегріву тіла. Особини, які вранці здобули поживу, залишаються пасивними, аж доки не закінчиться її перетравлювання, ті ж, які залишились голодними, полюють у другій половині дня. Задля цього іноді залазять не невисокі куші та дерева, де можуть поїдати пташенят дрібних птахів. В холодні ночі змії залазять у нори та інші глибокі сховища, у теплі — залишаються на поверхні чи шукають тимчасові сховища.
Мідянка — досить теплолюбна (термофіл) і сухолюбна (мезоксерофіл) змія. В Українських Карпатах перших активних мідянок навесні зустрічали при температурі повітря +15—18° С. Протягом сезону активності змії траплялись при температурі повітря до +28° С,  найчастіше — при температурі +21—23° С.
Мідянки дуже прив'язані до певного місця проживання. Кожна особина тримається невеликої індивідуальної ділянки, на якій її можна зустріти з року в рік.

## Розмноження. Розвиток

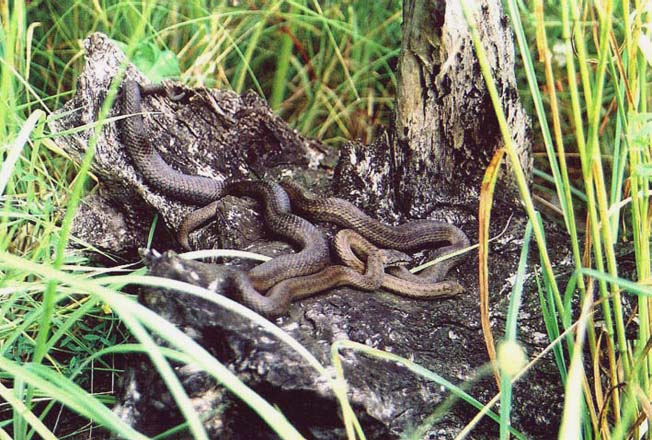
Парування

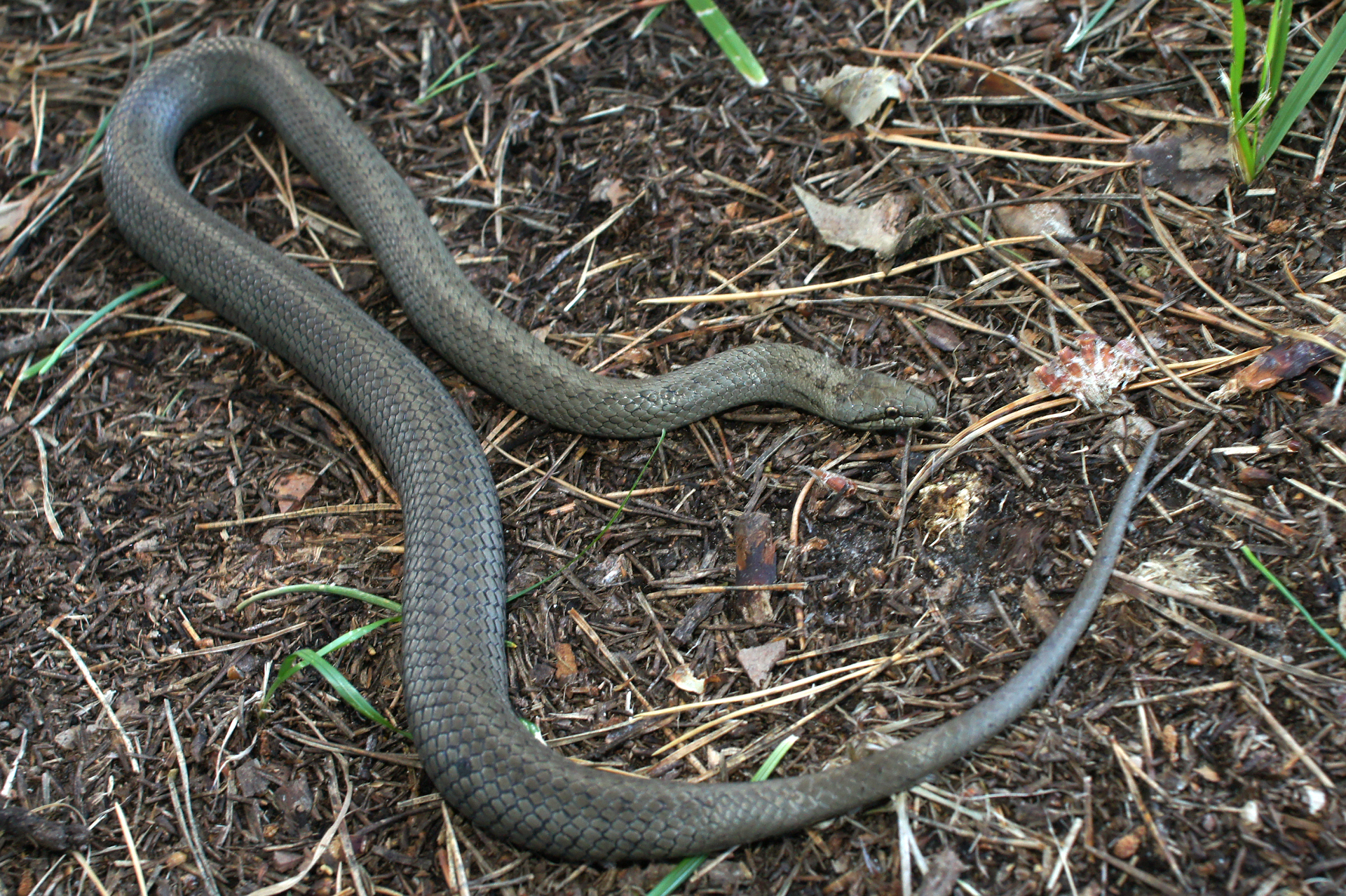
Вагітна самка

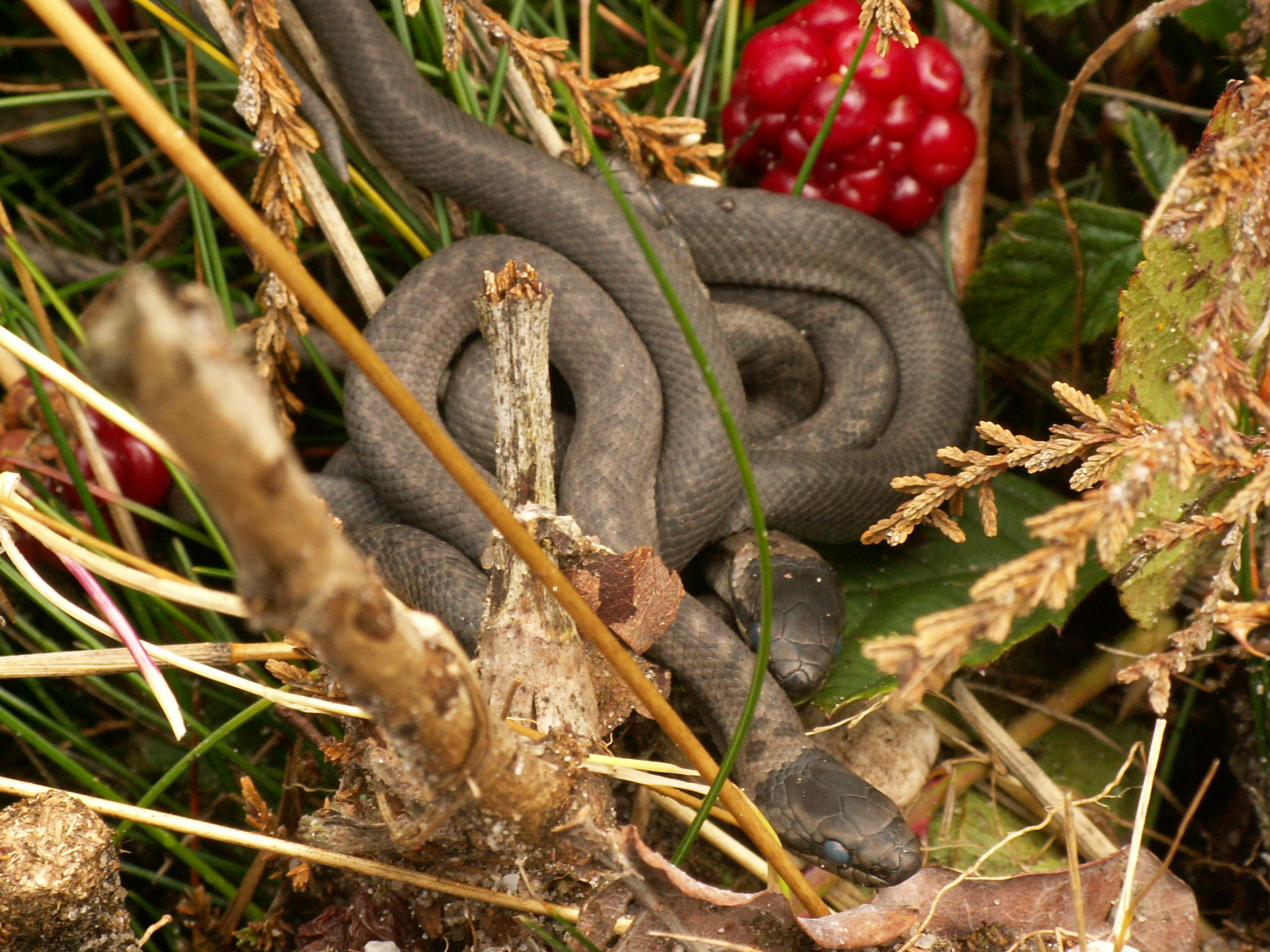
Новонароджені

Парування відбувається в квітні — травні. У шлюбний період змії особливо рухливі та агресивні. При  пошуку  партнера  особливу роль виконують виділення клоакальних залоз. Під час парування самець сплітається із самицею черевною стороною тіла і утримує її за область шиї. Мідянки яйцеживородні — практично увесь розвиток зародків відбувається в тілі матері. Вагітність триває близько 110 днів. У серпні — вересні (іноді на початку жовтня) самки відкладають яйця з тонкими оболонками (від 2 до 17). Середні розміри  яєць 24,7 × 16,7 мм. З щойно відкладених яєць одразу ж вилуплюються молоді мідянки завдовжки 125—175 мм. Розміри  особин  одно- дворічного  віку: довжина  тіла 157—210 мм, маса тіла 3,2—5,0 г. Статева зрілість настає на 3—4 році життя при довжині тіла 450—500 мм. Тривалість життя може складати до 14 років.
Копуляція може відбуватись також восени;  в цьому випадку самиця народжує дитинчат вже наступної весни (сперматозоїди при цьому зберігаються в сім'яприйомниках самки). У північних районах ареалу самки можуть народжувати дитинчат 1 раз у 2 роки (двохрічний репродуктивний цикл).

## Живлення

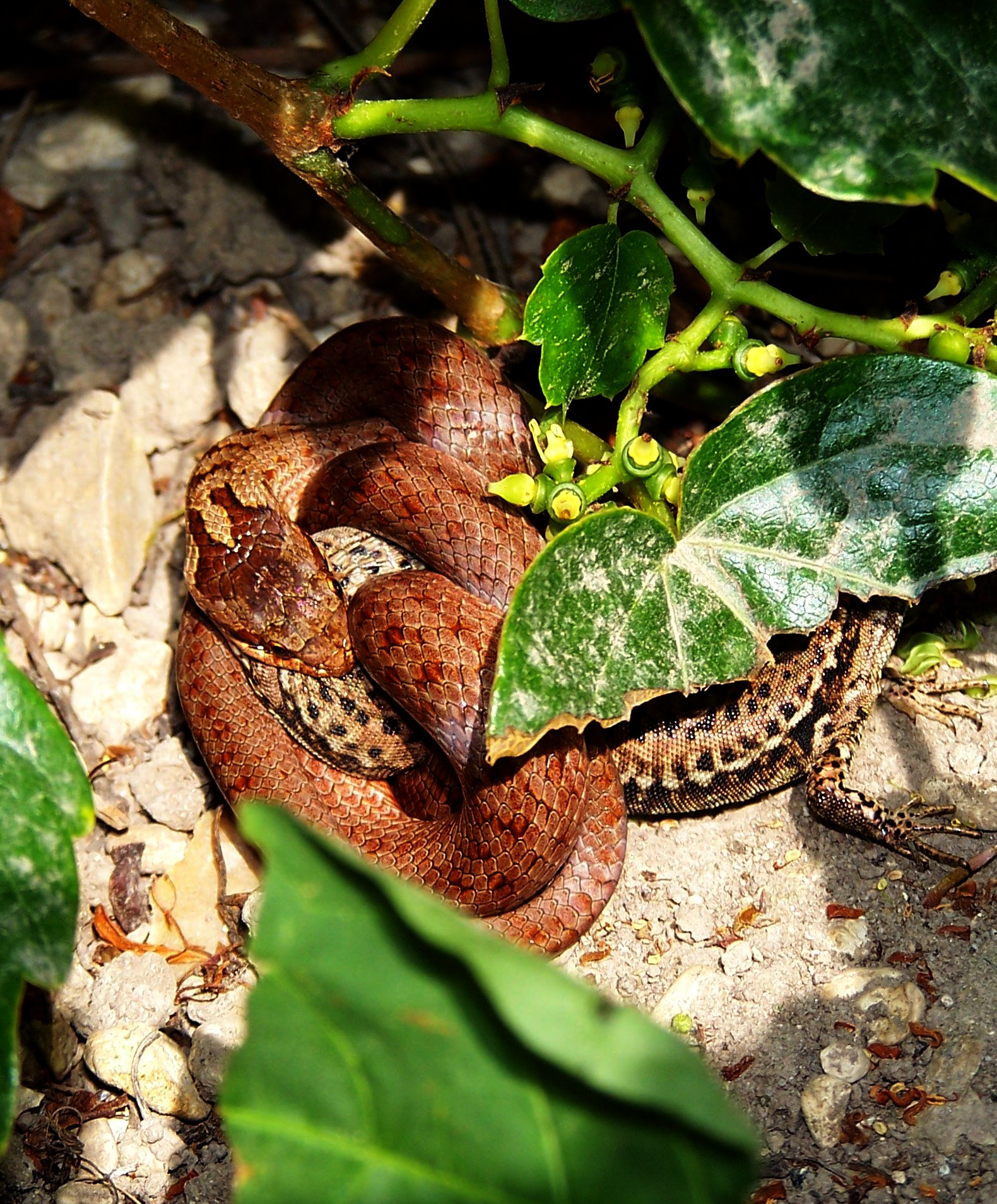
Мідянка вполювала стінну ящірку

Мідянок відносять до типових герпетофагів (заурофагів), тому що основу їх раціону складають ящірки (ящірки прудка, живородна, зелена, скельна, кавказька, артвинська, веретінниця та інші види). Рідше живляться іншими дрібними наземними хребетними — ссавцями (мишами, полівками, землерийками), птахами (звичайно пташенятами горобцеподібних), зміями (вужами, гадюками, іноді молодими особинами свого виду), земноводними (часничницями), великими комахами. Полювання відбувається переважно пасивно (із засідки), рідше — активно (пошук). Свою здобич мідянка проковтує живцем, обов'язково головою уперед, велику — спочатку душить стискуючи кільцями тіла, лишаючи вільними її голову і хвіст. Молоді особини з перших днів після народження починають активно харчуватись молоддю ящірок і комахами.  

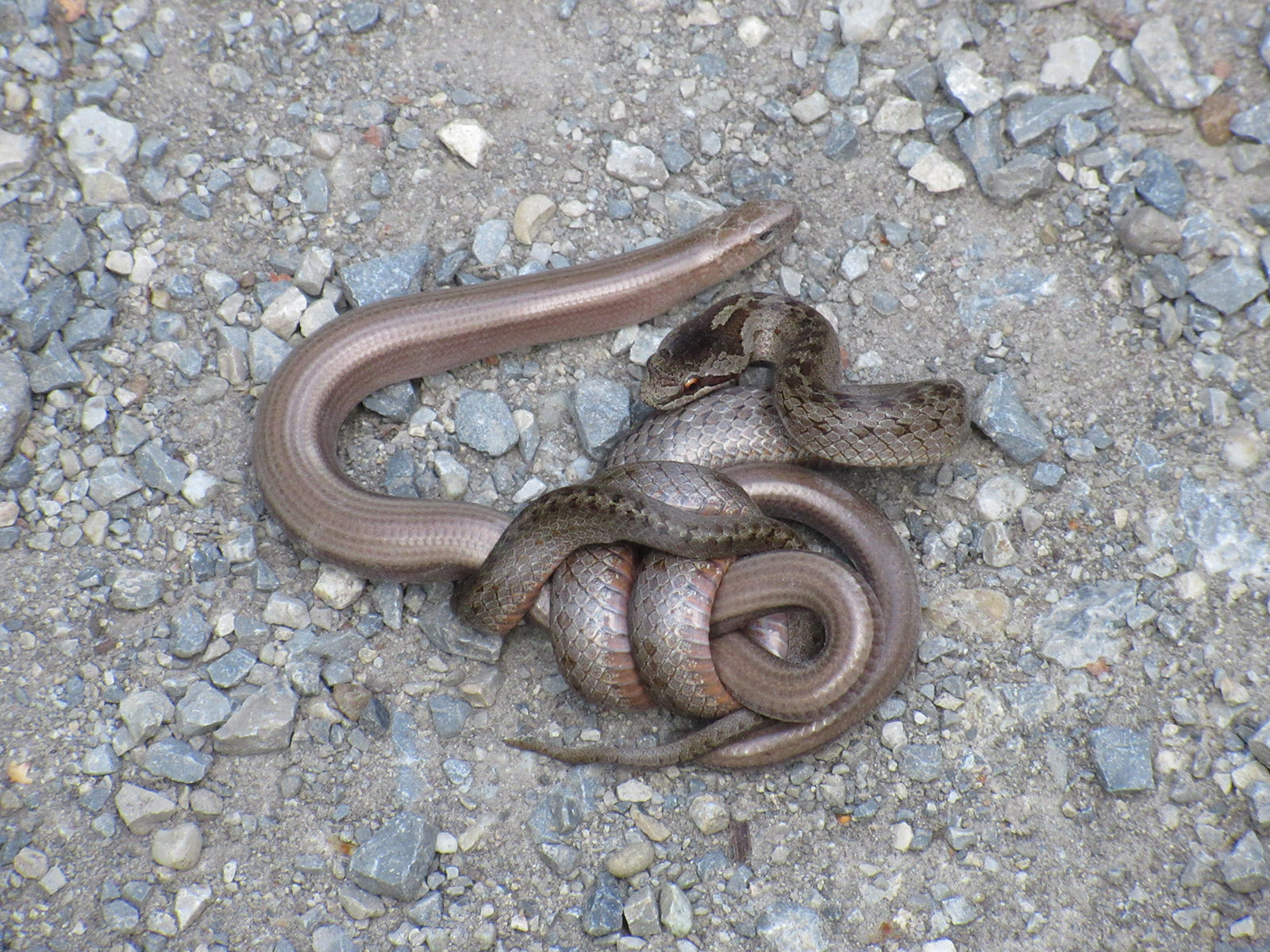
У поєдинку з веретінницею

У процесі еволюції в багатьох видів полозових сформувались додаткові пристосування для знерухомлення жертви, зокрема токсична слина, що характерно також для мідянки звичайної. Отруйні залози розташовані над верхніми щелепами позаду очей, мають альвеолярну будову і виробляють, окрім травних ферментів, токсичні поліпептиди, що чинять паралізуючу дію переважно на холоднокровних тварин. Токсична слина вводиться в жертву через рани, нанесені укусами збільшеними задніми верхньощелепними зубами. Особливе значення отрута має для перемоги над великою сильною здобиччю. Саме цим пояснюється довге утримування змією подібної жертви перед тим, як її проковтнути. 

## Вороги. Паразити
При зустрічі з хижаком мідянка швидко згортається в щільний клубок, у середину якого часто ховає голову. На торкання реагує ще щільнішим стисканням тіла. Може вдатись до активнішої оборони — з коротким шипінням робить кидки в напрямку ворога. Для захисту від нападника може також використовувати зловонну речовину, яку вона виділяє з прианальних залоз.
Мідянка звичайна входить до складу кормів ряду ссавців (борсука, тхора, куни, їжака, пацюка, кабана та ін.) та хижих птахів (орла-змієїда, канюка, коршуна, сарича та ін.); на молодь нападають навіть великі жаби. 

## Охорона

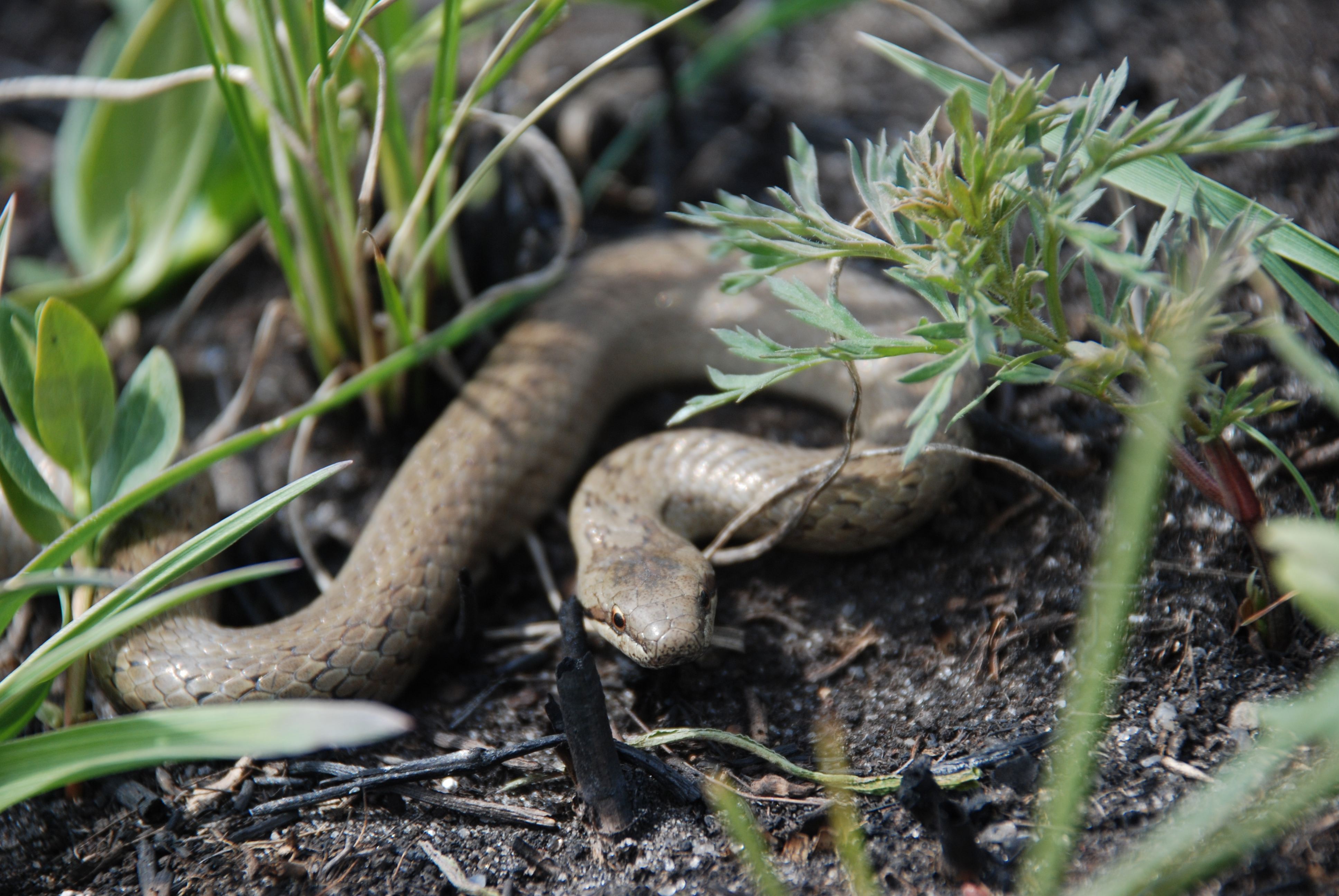
У заповіднику «Стрільцівський Степ» (Луганська область)

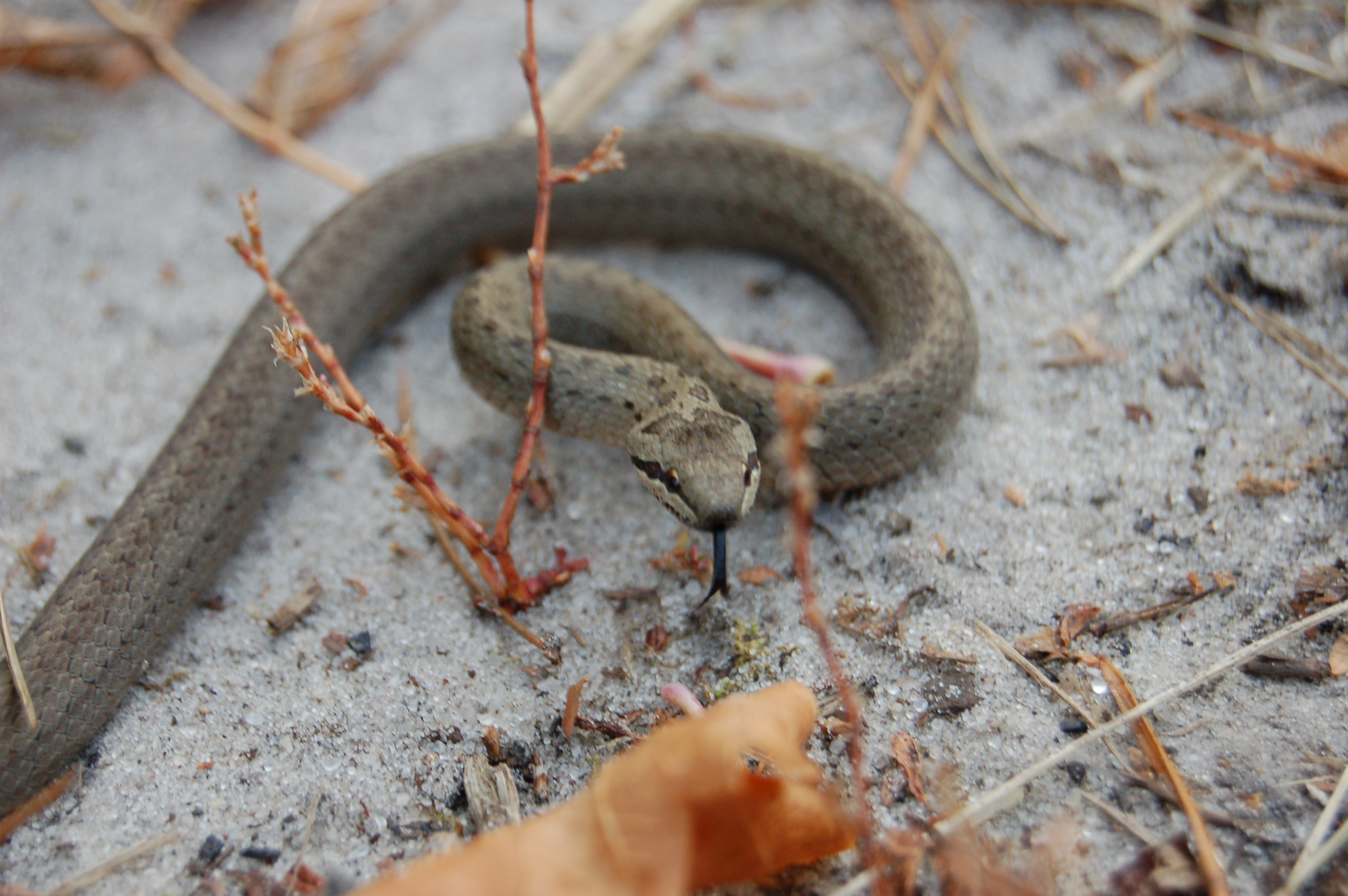
У Слобожанському національному природному парку

На більшій частині ареалу стан природних популяцій виду залишається більш-менш стабільним. Саме тому він, згідно Червоного списку МСОП, отримав охоронний статус «відносно благополучний вид». Але в окремих регіонах спостерігається тенденція до зниження чисельності популяції виду. Так, мідянка звичайна занесена до Червоної книги України (охоронна категорія: вразливий). Вид також у різні роки занесений до Червоних книг Молдавії, Литви, Латвії, Білорусії та Росії. В Європі мідянка охороняється Бернською конвенцією (охоронна категорія: вид підлягає особливій охороні). На регіональному рівні в Україні вид занесений до Червоних книг/списків тварин Українських Карпат, АР Крим, Дніпропетровської, Донецької, Запорізької та Сумської областей.  
Серед головних негативних факторів, які призводять до зниження чисельності популяції і фрагментації ареалу мідянки — скорочення або знищення природних місць існування, загибель на дорогах під час міграції та степові пожежі. Відомі випадки загибелі змій під час обробки полів і лісів пестицидами. Помітну роль може мати пряме знищення людиною, адже місцеві мешканці вважають мідянку небезпечною отруйною змією. Певну негативну роль відіграє також неконтрольований вилов змій для утримання у неволі. 
Один із природних факторів зниження чисельності мідянки — повсюдне зменшення чисельності ящірок — основного видового корму. 
Основні заходи охорони виду: 1) збереження природних біотопів і охорона місць компактного проживання змій, у першу чергу, шляхом розширення мережі природно-заповідних територій; 2) заборона застосування хімічних засобів боротьби із шкідниками сільського і лісового господарства, заміна їх біологічними; 3) просвітницька роз'яснювальна робота з населенням; 4) контроль за виловом та утриманням змій у неволі. 
Вид в межах ареалу охороняється в ряді біосферних і природних заповідників, національних природних і регіональних ландшафтних парків України та інших країн.  

## Практичне значення

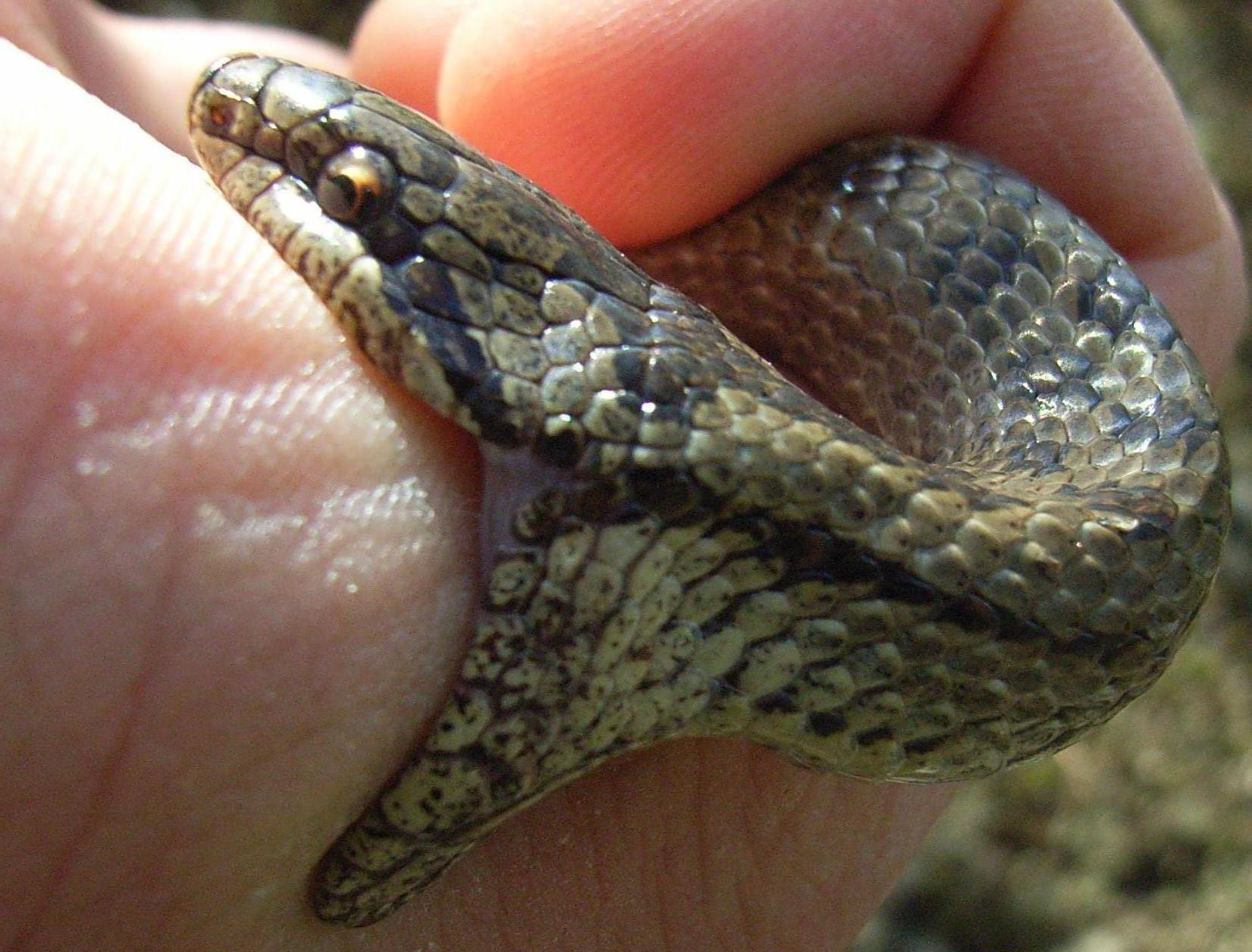
Небезпечний експеримент

Мідянка звичайна відноситься до умовно отруйних видів змій, у яких відсутній спеціальний отруйний апарат. Не зважаючи на токсичність її слини, отруті важко потрапити до організму людини, адже спеціальних отруйних зубів у мідянки немає. Зловлена змія, розлючено кусається, причому великі особини можуть прокусити шкіру до крові. Але, якщо уявити собі, що частина токсичної слини змії все ж таки потрапить до організму людини через кров, то її кількість буде настільки незначною, що ніяких симптомів отруєння не виникне. До того ж, як вказувалось вище, отрута діє переважно на холоднокровних тварин. Тому мідянку можна вважати цілком безпечною для людини, хоча треба бути обережнішим із цією агресивною змією і не доводити спілкування з нею до «кровопролиття», адже через подряпини можна занести банальну бактеріальну інфекцію .
Мідянка, не зважаючи на свою агресивність у природі, легко пристосовується до умов неволі. Вона поступово настільки звикає до тераріуму, що може навіть брати корм із рук хазяїна.

## Систематика
На більшій частині ареалу в Північній Євразії, у тому числі в Україні, поширений номінативний підвид Coronella austriaca austriaca Laurenti 1768. Другий підвид Coronella austriaca fitzingeri (Bonaparte, 1840), особини якого відрізняються однотонним забарвленням, населяє південну частину Апеннінського півострова і Сицилію.